# 四方蒿
四方蒿（学名：Elsholtzia blanda）为唇形科香薷属下的一个种。

## 扩展阅读
- 維基物種上的相關：四方蒿